# Заріччя (Вигоницьке міське поселення)
Заріччя (рос. Заречье) — селище в Вигоницькому районі Брянської області Російської Федерації.
Населення становить 80 осіб. Входить до складу муніципального утворення Вигоницьке міське поселення.

## Історія
Від 2005 року входить до складу муніципального утворення Вигоницьке міське поселення.

## Населення
| 2010 | 2013 |
| ---- | ---- |
| 88   | ↘80  |